# Wierzyca Pelplin
Wierzyca Pelplin – klub sportowy założony w 1956 roku w Pelplinie. Oprócz sekcji piłki nożnej działają w nim sekcje karate i koszykówki.

## Historia

### Wstęp
KS Wierzyca powstała w 1956 roku. Rozgrywa swoje mecze na stadionie miejskim w Pelplinie. Barwy klubu są czarno-bordowo-białe choć w przeszłości były żółto-niebieskie. W 2005 roku piłkarze Wierzycy zdobyli Regionalny Puchar Polski (w regionie pomorskim). Największym sukcesem klubu jest gra w I rundzie Pucharu Polski i awans do III ligi  w sezonie 2006/2007.

### Od sezonu 2008/2009 do sezonu 2022/2023
W sezonie 2008/2009 Wierzyca grała w Klasie Okręgowej. Zajęła 1. miejsce w tabeli dzięki czemu awansowała do IV ligi. Kolejne 6 sezonów klub spędził w IV lidze, aż do roku 2015 w którym klub awansował do III ligi. Klub w III lidze nie pobył długo bo w sezonie 2015/2016 spadł do IV ligi, lecz w sezonie 2016/2017 znów awansował do III ligi. W III lidze klub spędził 2 sezony po czym znów spadł do IV ligi. W IV lidze klub grał do sezonu 2022/2023, kiedy to spadł do Klasy Okręgowej.

### Od sezonu 2023/2024
W sezonie 2023/2024 klub występował w Klasie Okręgowej. Rundę jesienną zakończył na 1. miejscu w tabeli zdobywając 35 punktów. 4 listopada odbyły się Derby Pelplina w których Wierzyca zmierzyła się z Centrum, mecz zakończył się bezbramkowym remisem. W rundzie wiosennej Wierzyca zwyciężyła w 13 meczach, w jednym poniosła porażkę i w jednym zremisowała. Ostatni mecz sezonu, który przyniósł Wierzycy awans do IV ligi, odbył się 15 czerwca. Były to kolejne Derby Pelplina, Wierzyca zwyciężyła w nich 4:0. Wszystkie gole zdobył Hieronim Gierszewski. Wierzyca zakończyła sezon na 1. miejscu w tabeli zdobywając 72 punkty.

## Poszczególne sezony
Stan na zakończenie sezonu 2024/2025.
| SEZON   | ROZGRYWKI LIGOWE (poziom rozgrywkowy) | ROZGRYWKI LIGOWE (poziom rozgrywkowy) | MIEJSCE W TABELI |
| ------- | ------------------------------------- | ------------------------------------- | ---------------- |
| 2001/02 | Klasa okręgowa                        | V                                     | 2                |
| 2002/03 | Klasa okręgowa                        | V                                     | 7                |
| 2003/04 | Klasa okręgowa                        | V                                     | 2                |
| 2004/05 | Klasa okręgowa                        | V                                     | 2 awans          |
| 2005/06 | IV liga                               | IV                                    | 3                |
| 2006/07 | IV liga                               | IV                                    | 1 awans          |
| 2007/08 | III liga                              | III                                   | 11 spadek        |
| 2008/09 | Klasa okręgowa                        | VI                                    | 1 awans          |
| 2009/10 | IV liga                               | V                                     | 4                |
| 2010/11 | IV liga                               | V                                     | 9                |
| 2011/12 | IV liga                               | V                                     | 4                |
| 2012/13 | IV liga                               | V                                     | 10               |
| 2013/14 | IV liga                               | V                                     | 7                |
| 2014/15 | IV liga                               | V                                     | 2 awans          |
| 2015/16 | III liga                              | IV                                    | 13 spadek        |
| 2016/17 | IV liga                               | V                                     | 1 awans          |
| 2017/18 | III liga                              | IV                                    | 12               |
| 2018/19 | III liga                              | IV                                    | 17 spadek        |
| 2019/20 | IV liga                               | V                                     | 11               |
| 2020/21 | IV liga                               | V                                     | 7                |
| 2021/22 | IV liga                               | V                                     | 12               |
| 2022/23 | IV liga                               | V                                     | 16 spadek        |
| 2023/24 | Klasa okręgowa                        | VI                                    | 1 awans          |
| 2024/25 | IV liga                               | V                                     | 11               |

| Oznaczenie kolorami     |
| ----------------------- |
| I poziom rozgrywkowy    |
| II poziom rozgrywkowy   |
| III poziom rozgrywkowy  |
| IV poziom rozgrywkowy   |
| V poziom rozgrywkowy    |
| VI poziom rozgrywkowy   |
| VII poziom rozgrywkowy  |
| VIII poziom rozgrywkowy |

## Derby Pelplina
Derby Pelplina to mecz pomiędzy Wierzycą Pelplin a Centrum Pelplin.  
Pierwsze Derby Pelplina odbyły się w sezonie 2008/2009 w Klasie Okręgowej. 7 września Wierzyca pokonała Centrum 5:0. Kolejny derbowy mecz w tym sezonie odbył się 18 kwietnia i znów zakończył się zwycięstwem Wierzycy 3:1. Kolejne derby Pelplina odbyły się dopiero w sezonie 2014/2015 w IV lidze. 27 września Wierzyca odniosła kolejne zwycięstwo w derbach pokonując Centrum 3:1. Kolejne derby odbyły się 9 maja  i Wierzyca odniosła zwycięstwo 1:0. W sezonie 2016/2017  derby odbyły się 26 listopada i 17 czerwca. 26 listopada mecz zakończył się wynikiem 1:1, a 17 czerwca Wierzyca wygrała 3:0. Następne derby odbyły się dopiero w sezonie 2023/2024. 17 listopada mecz zakończył się bezbramkowym remisem. 15 czerwca mecz zakończył się zwycięstwem Wierzycy 4:0.  
| Bilans meczów derbowych | Bilans meczów derbowych | Bilans meczów derbowych |
| ----------------------- | ----------------------- | ----------------------- |
| Centrum Pelplin         | Remis                   | Wierzyca Pelplin        |
| 0                       | 2                       | 6                       |

## Derby Kociewia
Derby Kociewia to mecz pomiędzy Wierzycą Pelplin a KP Starogard Gdański. 
Pierwsze Derby Kociewia odbyły się w sezonie 2011/2012 i zakończyły się zwycięstwem Wierzycy 3:1, kolejne derby w tym sezonie zakończyły się zwycięstwem KPS-u 3:2. Kolejne derby rozgrywane były w sezonie 2014/2015, zakończyły się remisem 1:1 i zwycięstwem Wierzycy 2:0. W sezonie 2016/2017 oba mecze zakończyły się zwycięstwem Wierzycy (5:1, 1:0). W sezonie 2017/2018 mecze derbowe zakończyły się remisem 1:1 i zwycięstwem drużyny ze Starogardu Gdańskiego 2:0. W sezonie 2018/2019 oba mecze zakończyły się wynikiem remisowym (2:2, 0:0).   
| Bilans meczów derbowych | Bilans meczów derbowych | Bilans meczów derbowych |
| ----------------------- | ----------------------- | ----------------------- |
| KP Starogard Gdański    | Remis                   | Wierzyca Pelplin        |
| 2                       | 4                       | 4                       |